# 哈巴谷工程
哈巴谷計畫（英語：、或Habbakuk，拼字不一）是第二次世界大戰期間，由英國發起的一項工程計畫，目的是建造一艘由木浆和冰的混合材料（稱為「派克瑞特」）製成的航空母艦，主要用於應對活躍在大西洋中部的德國U型潛艇。當時，這些潛艦的作戰範圍超過了陸基飛機的有效航程，因此亟需一種可以在大洋中部提供支援的船艦。該計畫設想建造一艘長600公尺（1,969英尺）的航空母艦，遠超美國海軍史上最大的航空母艦企業號。這項構思由為聯合作戰總部的傑弗裡·派克提出。
儘管專案人員在加拿大艾伯塔省賈斯珀國家公園的帕特里夏湖上進行小規模試驗並建造了原型，但由於成本高昂、需求變化、大西洋中部缺口以及更長航程飛機和護航航空母艦的出現，該計劃最後被擱置。

## 歷史

### 概念
傑弗裡·派克與约翰·贝尔纳是老友，並透過內閣部長里奧·艾默里的推薦，被介紹給聯合作戰總部的負責人蒙巴頓勳爵。在聯合作戰總部，派克與伯納爾一起工作，蒙巴頓認為他是個極具天賦的天才。
派克的哈巴谷計畫構思是在他負責犁頭計畫生產M29装甲车期間產生的。「犁頭計畫」是為組建一支專門進行冬季作戰的精銳部隊，目標作戰區域包括挪威、羅馬尼亞和義大利阿爾卑斯山脈。在此期間，派克思考如何保護海上登陸行動以及那些無法獲得飛機掩護的跨大西洋船隊。由於當時鋼材和铝材供應緊張，他認為冰是理想的替代方案，因為生產冰所需的能量，僅為生產相同品質鋼材的1%。他提出可以將天然或人工冰山平整後作為飛機跑道，並在其內部挖出空間以存放飛機。
派克透過外交邮袋從紐約將此提案發送至聯合作戰總部，並特別標註除蒙巴頓之外任何人不得打開。蒙巴頓隨後將提案交給温斯顿·丘吉尔，邱吉爾對此提議極為感興趣。
雖然派克的構思令人印象深刻，但他並非第一個提出在大西洋中建造浮島作為飛機中轉站的人，也不是第一個建議使用冰作為建材的科學家。早在1930年，德國科學家A. Gerke就在苏黎世湖進行了初步實驗，並提出了類似的想法。這類構思多次被提出，1940年，英國海軍部也曾討論過用冰建造島嶼的設想，但被許多海軍軍官（包括內維爾·舒特）視為笑談。舒特甚至撰寫了一份備忘錄，並引發了一系列尖銳的評論。該文件最終在送達第一海務大臣之前被撤回。

### 命名

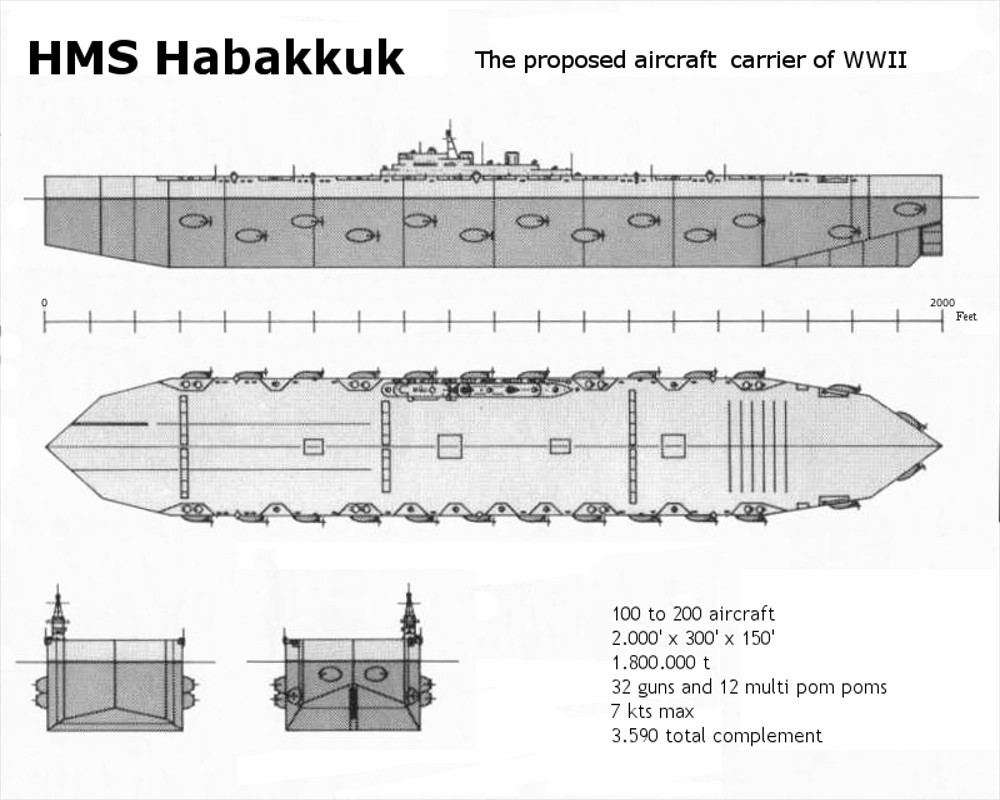
哈巴谷工程航空母艦概念圖。

在官方文件中，哈巴谷計劃（Project Habakkuk）的代號常被誤拼為「Habbakuk」，這可能是由於派克的一時疏忽所致。至少有一份早期未署名的文件（很可能是派克本人撰寫）將其拼寫為「Habbakuk」。這個名稱被認為來自《聖經》哈巴谷書1:5中的一段話，用以表達計劃宏偉的目標：
你們要向列國觀看，要驚奇、詔異，因為在你們的時代，我將成就一件你們即使聽到也不會相信的事。」——《哈巴谷書》1:5
大衛·蘭普（David Lampe）在其著作《派克，未知的天才》一書中指出，該名稱可能源自伏爾泰的《憨第德》，並由派克的加拿大秘書誤拼。然而，由於「哈巴谷」一詞並未出現在《憨第德》中，這說法的準確性存疑。

### 派克瑞特

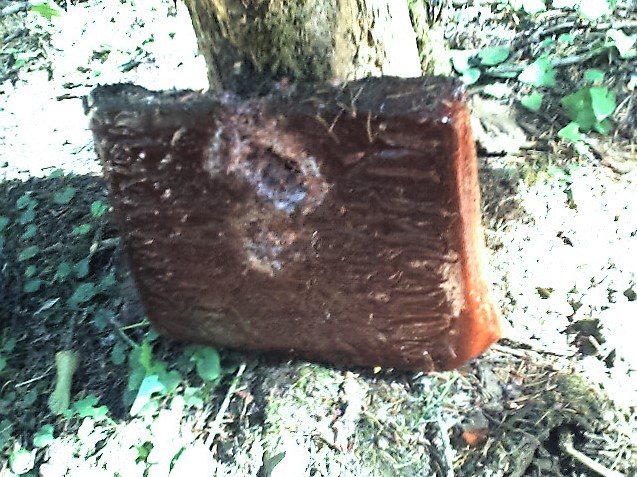
派克瑞特

1942年初，派克和伯納爾邀請马克斯·佩鲁茨來評估是否能夠迅速建造一個足夠大、能夠應對大西洋惡劣環境的冰浮體。佩魯茨指出，天然冰山在水面上的裸露部分太小，無法作為飛機跑道，而且它們容易突然翻覆。如果不是「派克瑞特」的發明，這項計畫可能早已被放棄。派克里特是一種由水和木漿混合而成的材料，凍結後比純冰更堅固，融化速度更慢，也不會沉沒。這種材料由派克的政府團隊開發，並以他的名字命名。據說，派克的靈感源自於因紐特人的雪橇，他們使用苔蘚加固。不過這說法可能為杜撰，因為最早描述這種資料的文獻是由馬克（Mark）和霍恩斯坦（Hohenstein）在布魯克林發表的一篇論文。
派克瑞特因可像木材一樣加工，也能如金屬般鑄造成型。浸入水中後，派克瑞特表面會形成一層濕木漿，起到隔熱作用，防止內部進一步融化。然而，佩魯茨發現了一個問題：冰具有塑性流動性，根據他的測試，一艘派克瑞特船會隨時間固體下沉，除非船體冷卻至攝氏零下16度（華氏3度）。為實現這一目標，船體必須配備隔熱層，同時需要冷凍設備和複雜的管道系統。
佩魯茨隨後在倫敦市的史密斯菲爾德肉類市場地下的一個秘密地點，進行了關於派克里特可行性及其最佳成分的實驗。實驗在冷藏的肉庫中進行，而冷凍的動物屍體則充當了實驗區域的天然屏障。

### 縮尺模型
最終，專案人員決定在加拿大艾伯塔省賈斯珀國家公園建造一個大型縮尺模型，以測試隔熱和製冷技術，並評估派克瑞特在砲火和爆炸下的耐久性。他們先在艾伯塔省的路易斯湖建造了大型冰塊，而在同省的帕特里夏湖則建造了一個小型原型，尺寸為60英尺乘30英尺（約18米乘9米），重達1,000噸，並由一台小型馬達維持低溫。這項工作由一些良心拒服兵役者負責，他們從事各類替代性服務，但從未被告知自己實際在建造什麼。伯納爾向聯合作戰總部（COHQ）報告表示，加拿大人正在建造一個1,000噸的模型，預計只需8名工人14天即可完成。聯合作戰司令官（CCO）回覆稱，邱吉爾已經邀請參謀長委員會安排立即下訂單建造一艘完整的船，並優先處理。如果該計劃被證明成功，應立即訂購更多船隻。
加拿大方面對在1944年建造一艘完整的哈巴谷船充滿信心。所需材料，包括30萬噸木漿、2.5萬噸纤维板隔熱材料、3.5萬噸木材以及1萬噸鋼材，均可供使用。初步估算的成本為70萬英鎊。然而，佩魯茨透過在史密斯菲爾德市場的實驗確定，最佳的結構性能來自於14%的木漿與86%的水混合物。他在1943年4月初寫信給派克，指出如果某些測試未能在5月前完成，那麼在1944年交付一艘完成的船將不可能實現。
到了5月，派克瑞特的冷卻問題變得更加嚴重。需要更多的鋼材來加強船體，同時也需要在船體周圍採用更有效的隔熱材料。這使得成本預估上升至250萬英鎊。此外，加拿大人認為在即將到來的季節內推進該計劃並不現實。伯納爾和派克不得不得出結論，1944年不會有一艘哈巴谷船能夠準備就緒。為了確保美國的參與，派克被排除在哈巴谷計畫的後續規劃之外，伯納爾支持這項決定。在此之前，派克在「犁計畫」（Project Plough）中與美國團隊的分歧導致他被排除在這個計畫之外，這也是促成這項決定的主要原因。
1943年夏季，海軍建築師和船舶工程師與伯納爾和佩魯茨繼續推進哈巴谷計畫。此時對船隻的需求變得更加嚴格：它需要航程達到7,000英里（11,000公里），能夠承受最大海浪，海軍部要求它必須防魚雷，這意味著船體至少需要40英尺（12公尺）厚。英國皇家艦隊航空隊也決定，重型轟炸機必須能夠從船上起飛，因此飛行甲板的長度必須達到2,000英尺（610公尺）。此外，轉向問題也成為挑戰。最初預計透過調整兩側馬達的速度來操控船隻，但皇家海軍認為仍需要使用舵。然而，如何安裝和控制超過100英尺（30公尺）高的舵始終沒有解決方案。

## 替代方案
1943年8月，海軍建築師們基於派里的原始構想提出了三個替代方案，並在參謀長會議上進行了討論：
- 哈巴谷一號（Habakkuk I）：這項設計很快就被棄用，計劃使用木材建造。
- 哈巴谷二號（Habakkuk II）：最接近聯合作戰總部（COHQ）模式的設計方案。該方案是一艘非常巨大、緩慢且自航的船隻，使用派克瑞特和鋼筋建造。船隻的尺寸大約是長2,000英尺（610公尺），寬300英尺（91公尺）[13]
- 哈巴谷三號（Habakkuk III）：哈巴谷二號較小且更快的版本。

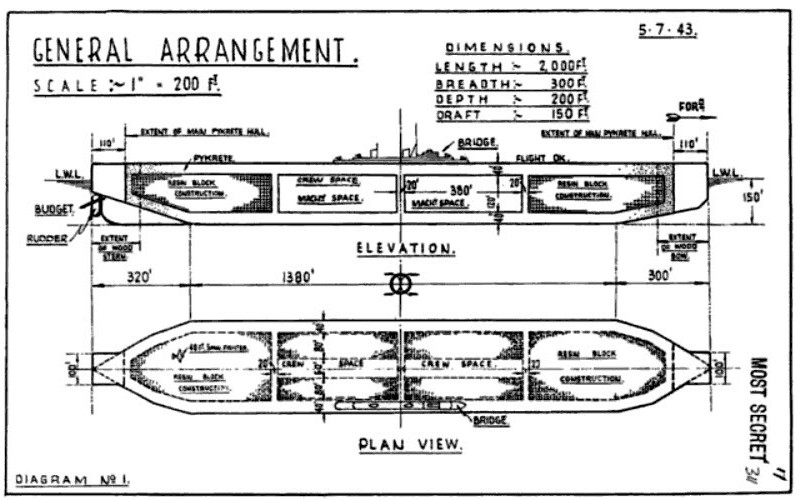
哈巴谷工程航空母艦的設計圖
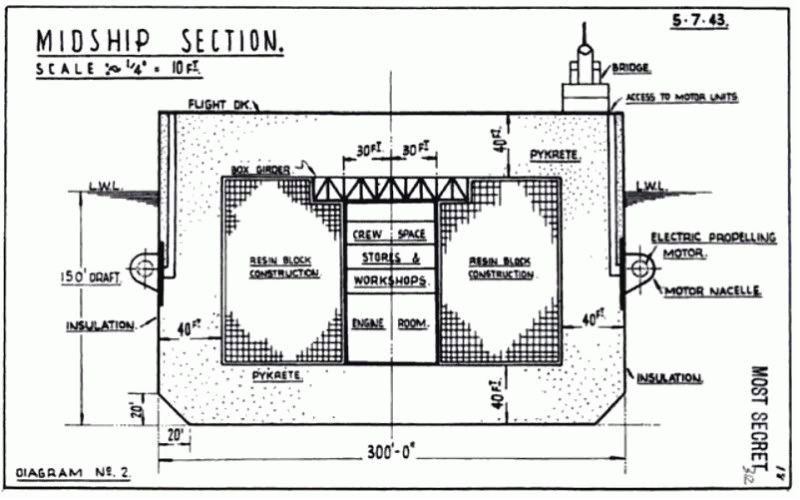
橫截面，顯示由派克瑞特製成共40英尺（12公尺）厚的牆壁

在討論中，皇家空軍元帥波特爾詢問了哈巴谷三號的抗炸彈能力。伯納爾表示，甲板的部分區域可能會在轟炸中受損，但可以透過某種柔性墊層進行修復。然而，如果船體中央被炸出洞口，修復將更為困難，儘管飛機庫的頂部設計能夠承受1,000公斤炸彈的爆炸。伯納爾指出，直到1944年春季加拿大完成並測試了大規模模型後，哈巴谷二號的實際可行性才能確定。雖然他對派克里特作為建材的適用性毫無疑問，但在建造和航行方面的挑戰依然存在。
最終，哈巴谷二號設計讓這艘被稱為「冰山船」的船隻排水量達到220萬噸。它將配備蒸汽渦輪發電機，提供33,000馬力（25,000千瓦），驅動安裝在外部的26個電動馬達（傳統的船舶引擎會產生過多的熱量，不利於冰製船體）。該船的武器系統包括40座雙管4.5吋多用途砲塔，以及多種輕型防空武器，飛行甲板可容納多達150架雙引擎轟炸機或戰鬥機。

## 槍擊事件
根據一些報道，1943年魁北克会议期間，蒙巴頓爵士曾帶來了一塊派克瑞特，向邱吉爾和小羅斯福的隨行海軍將領和軍官展示其潛力。蒙巴頓帶來了兩塊材料：一塊是普通冰塊，另一塊是派克瑞特。他先用手槍射擊普通冰塊，冰塊立刻碎裂。接著他向派克瑞特開槍，展示了派克瑞特對子彈的抵抗力。子彈當場反彈，擦過海軍上將歐尼斯特·金的褲管，最後嵌入牆壁中。
艾倫·布魯克爵士的日記也記載了這件事。他描述蒙巴頓攜帶了兩塊材料，一塊是冰，另一塊是派克瑞特。在射擊冰塊前，蒙巴頓警告大家小心飛濺的冰屑，隨後他說道：「我現在將射擊右邊的材料，展示它們的差異。」布魯克記載道：「子彈從派克瑞特中反彈，像一隻憤怒的蜜蜂一樣，在我們的腳邊嗡嗡作響。
佩魯茲在他的書《I Wish I Made You Angry Earlier》中也提到了類似的事件。在由海軍中尉道格拉斯·阿茲海德-格蘭特（Douglas Adshead-Grant）主持的聯合作戰總部（COHQ）展示中。 佩魯茲提供了裝在保溫瓶中的乾冰、冰棒和派克瑞特棒，以及大塊的冰和派克瑞特。格蘭特當場示範兩者的強度對比，射擊後，冰塊碎裂，子彈從派克里特中反彈，打中了英国陆军总参谋长艾倫·布魯克爵士的肩膀。

## 專案結束

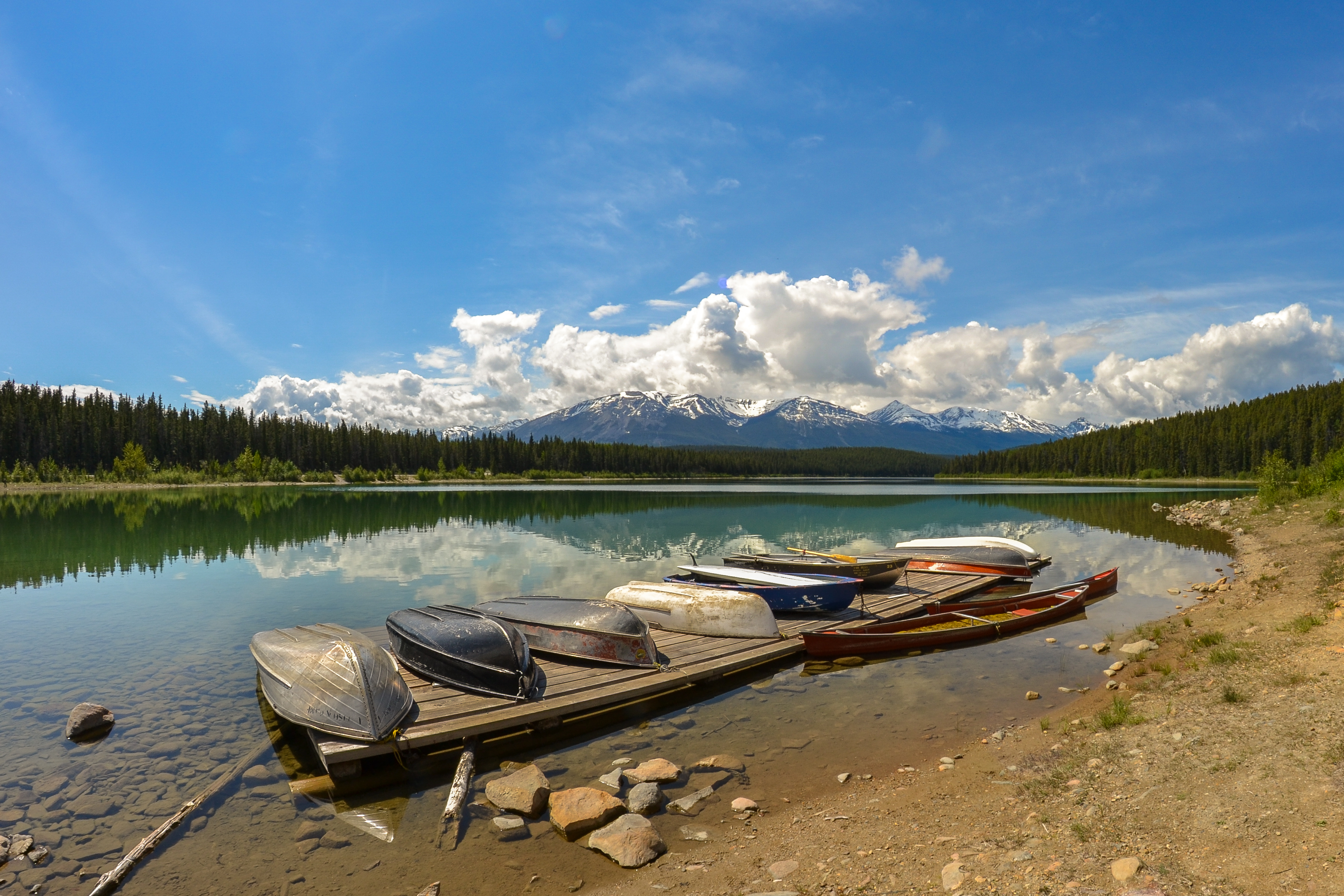
位於加拿大艾伯塔省的帕特里夏湖作為此次計畫的主要實驗地點。

即使在魁北克會議時，哈巴谷計畫已經獲得邱吉爾和蒙巴頓的支持。由於加拿大的寒冷氣候和其在冰物理學方面的經驗，該計劃被交由加拿大国家研究委员会負責。1944年，在阿爾伯塔省賈斯珀附近的帕特里夏湖上建造的小型原型證實了研究人員的預測：建造全尺寸船隻所需的費用和機械遠遠超過了一整支傳統航母艦隊的成本。加拿大國家研究委員會主席C·J·麥肯齊後來表示，英國的哈巴谷計畫支持者因為對首相邱吉爾的敬畏，直到邱吉爾下次訪問加拿大時才將這一訊息告知他。
哈巴谷委員會的最後一次會議於1943年12月舉行，會議正式得出結論：「製造超大型派克里特的哈巴谷二號因所需的龐大生產資源及技術困難，已被證明不切實際。」事實上，使用冰的構想在此之前已經逐漸失去了吸引力，研究人員開始考慮其他「浮島」的概念，例如將自由輪或登陸艇焊接在一起（即觸角計劃，Tentacle Project）。在加拿大建造的原型經歷了三個炎熱的夏天才完全融化。原型金屬部分也沉入湖底，遺骸至今仍留在此處。
佩魯茨在回憶錄中寫道，他曾留在華盛頓特區與美國海軍工程師共同評估哈巴谷計畫的可行性。他總結道：「美國海軍最終認為，哈巴谷計畫是一個誤導性的預言。一個原因是，為冷卻派克瑞特所需的冷凍設備鋼材量，甚至超過了建造一艘鋼製航空母艦的鋼材量。而最關鍵的原因是，陸基飛機的快速發展使得浮動島嶼的構想不再必要」。

### 批評
哈巴谷計畫的設計受到了不少批評。二戰期間，英國海軍部助理研究與開發控制官查爾斯·F·古迪夫爵士在戰後的一篇文章中指出，該計劃所需的木漿數量巨大，足以嚴重影響紙張生產。他還指出，每艘船需要40,000噸軟木隔熱材料、數千英里的鋼管來循環鹵水，以及四座發電站。即使使用了這些資源（其中一些可以用於建造戰鬥力更強的常規船），哈巴谷計畫的航速也只有6節（約11公里/小時）。他的文章充滿了對冰作為造船材料的諷刺性評論。

### 近期重現
2009年4月15日，美國電視節目《流言終結者》展示了一艘名為「昨日新聞」的小型平底船。這艘船由改良派克瑞特製成，材料使用濕報紙代替木漿。節目中，傑米·海納曼和亞當·薩維奇成功駕駛這艘船在阿拉斯加水域以25英里/小時（40公里/小時）的速度航行。然而，20分鐘後，派克里特開始融化，船隻開始漏水。雖然他們嘗試使用滅火器冷凍洩漏點並手動排水，但10分鐘後，海納曼判斷進水速度超過了排水能力，決定返航，船尾拖著脫落的報紙。最終，他們推測用派克里特建造船隻是可行的，其特性——防彈、堅固、融化較慢——得到了驗證，但他們對能否用派克里特建造一艘長期使用的航空母艦表示懷疑，最終得出結論：「可能，但荒謬」。
2010年9月，BBC節目《爆炸理論》也嘗試重現派克里特船艦。他們使用5,000公斤（11,000磅）的麻纖維派克里特，在冷凍庫中製作了一艘簡陋的船殼，並在朴茨茅斯港下水，計劃航行至索倫特海峽的考斯。然而，由於為安裝外掛引擎在船尾鑿出的孔洞，船殼一經下水就開始漏水，而引擎的重量使這些孔洞沉入水線以下。

## 另見
- 移動式海上基地（英语：Mobile offshore base）
- F.P.1（英语：F.P.1）

### 書籍
- 愛德華·特雷爾（英语：Edward Terrell）. . Harrap. 1958.
- Battersby, Stephen. . New Scientist. 22 December 2012, 216 (2896): 63  [2024-10-18]. Bibcode:2012NewSc.216...63B. doi:10.1016/S0262-4079(12)63270-9. （原始内容存档于2024-11-30）.
- Perutz, M. F. . The Journal of Glaciology. 1948, 1 (3): 95–104. Bibcode:1948JGlac...1...95P. doi:10.1017/S0022143000007796 .
- Gold, L W. . Cambridge, UK: International Glaciological Society. 1993. ISBN 0-946417-16-4.
- Cross, L D. . British Columbia, Canada: Heritage House Publishing Co Ltd. 2012. ISBN 978-1-927051-47-4.

## 外部連結
- Goodeve, CF, , GoodeveCA,   [2024-10-18], （原始内容存档于2024-07-07）.  Some notes on the article by Perutz referenced above.
- , Royal Naval Museum,   [27 April 2006], （原始内容 (information sheets)存档于12 July 2019）.
- , The War Illustrated（英语：The War Illustrated）, 12 April 1946  [4 March 2008], （原始内容存档于15 October 2016）.
- ,  (supergraphic), U-Haul[].